# ائرو ای.۱۰۴
ائرو ای. ۱۰۴ (به انگلیسی: Aero A.104) یک هواپیمای ساختِ آئرو ودوخودی است که در ۱۹۳۷ میلادی نخستین پرواز خود را انجام داد.